# 阿希尔·特里布莱
阿希尔·特里布莱（法語：Achille Tribouillet，1902年12月25日—1968年），生于图尔宽，法国男子水球运动员。他曾代表法国参加1928年夏季奥林匹克运动会水球比赛，获得一枚铜牌。